# Enel Green Power
Enel Green Power, S.A. es una multinacional italiana que opera en el mercado de las energías renovables, con sede en Roma. La compañía se constituyó en diciembre de 2008 para concentrar los intereses de Enel en el campo de las energías renovables a nivel mundial.
Enel Green Power es líder mundial en el sector de la energía renovable, con una producción anual de 66,4 GW (2,8 GW Storage). Está presente con activos operativos o en construcción en 19 países, tiene actividades de desarrollo en otros 5 países y genera energía a través de centrales eléctricas de fuente solar, geotérmica, eólica e hidroeléctrica.
Su producción anual de unos 148,33 TWh puede cubrir la demanda energética anual de casi 200 millones de familias.
Entre 2011 y 2012 EGP creció en el sector de la energía eólica en América. En Brasil, en el estado de Bahía, se inauguró la primera de una larga serie de plantas eólicas, con los primeros 30 MW del parque de Cristal. También está presente en Estados Unidos, más concretamente en Oklahoma (Rocky Ridge con 150 MW) y en Kansas (Caney River con 200 MW).
En 2012 se inauguró la central hidroeléctrica de 85 MW en Palo Viejo (Guatemala).
Paralelamente a la evolución de los negocios, entre 2013 y 2015 también en Enel Green Power se estableció un nuevo modelo basado en la sostenibilidad. Desarrollado en 2011 por Michael Porter y Mark Kramer, es el modelo “Creación de Valor Compartido” (Creating shared value, CSV), en el que la sostenibilidad es el camino real a seguir en cada decisión, así como el enfoque estratégico en las áreas de concepción, diseño, construcción y gestión de plantas. Cada una de estas fases se caracteriza por una atención particular en áreas como la protección del medio ambiente, el uso racional de los recursos, la promoción de la salud y la seguridad en el trabajo, la economía circular y la creación de nuevas oportunidades de desarrollo para las comunidades locales.
A finales de 2015 Enel Green Power gestiona 11 GW de capacidad instalada, genera 33,6 TWh de energía y está presente en 23 países. 
La búsqueda de la sostenibilidad se convierte en un punto crucial también para la Asamblea de las Naciones Unidas, que en 2016 lanza los 17 Objetivos de Desarrollo Sostenible (Sustainable Development Goals, SDGs) que deben alcanzarse antes de 2030.
El 27 de julio de 2016 se anunció la compra por la multinacional española Endesa del 60% de Enel Green Power por unos 1.207 millones de euros.
Enel Green Power alcanzó el liderazgo mundial en el sector de las energías renovables en los años 2016 – 2018. En esos años respondió a la invitación de la ONU integrando los objetivos SDGs en su estrategia industrial y comprometiéndose a alcanzar los relacionados con la calidad de la educación (SDG 4), la energía limpia y asequible (SDG 7), el trabajo decente y el crecimiento económico (SDG 8) y la lucha contra el cambio climático (SDG 13). Algunos ejemplos son los proyectos desarrollados junto con la construcción de centrales en Sudáfrica, Etiopía (Metehara, 100 MW), Australia (Bungala Solar) y Sudamérica: en Perú, con la entrada en servicio del parque eólico Wayra I y la puesta en marcha de la planta solar Rubí; en Guatemala, donde se encuentra la central hidroeléctrica El Canadá; en México, donde el “cielito lindo” permite a EGP conectar más de 1 GW de nueva potencia fotovoltaica a la red, además de la construcción de los parques eólicos de Amistad (220 MW), Amistad II (100 MW) y Salitrillos (103 MW).
México es también un ejemplo de la aplicación del modelo “Build, Sell, Operate” que permite a Enel reducir la deuda y generar valor, manteniendo la gestión operativa de las plantas.
Los objetivos de crecimiento para los próximos años se centran principalmente en los mercados desarrollados donde EGP ya está presente y en los nuevos mercados clave con un enorme potencial en términos de energías renovables, como Canadá, Australia e India.
Entre 2020 y 2021, Enel Green Power ha lanzado proyectos para desarrollar el hidrógeno verde. Entre ellos, también hay un acuerdo con Eni para implementar tecnologías para la producción de hidrógeno a partir de fuentes renovables. Se espera que se comience a generar hidrógeno verde para 2022-2023. En febrero de 2021, la controlada de Enel, Endesa, ha presentado un plan para invertir 2.900 millones de euros en España y desarrollar 23 proyectos de hidrógeno verde en el país.
En Carlentini, Sicilia, Enel Green Power está construyendo el Hydrogen Lab, una infraestructura para conectar startups y empresas globales, así como para hacer experimentos en el campo de las nuevas tecnologías para el hidrógeno verde en un entorno industrial. La iniciativa forma parte del proyecto NEXTHY, una plataforma de innovación para acelerar el desarrollo de nuevas tecnologías para producir, almacenar y manipular el hidrógeno verde a escala industrial. El objetivo del proyecto es hacer que este sector sea competitivo en un plazo de 5 años.
El 25 de octubre de 2023, Enel Green Power anunció la venta de sus participaciones en Rumanía a la empresa griega Public Power Corporation S.A., según lo estipulado en el acuerdo de venta firmado el 9 de marzo de 2023. Esta operación se enmarca en las Prioridades Estratégicas del Grupo, con la reposición de Enel en países con una presencia más integrada, como Italia, España, Estados Unidos, Brasil, Chile y Colombia.
En mayo de 2024, Enel anunció que Enel Perú, controlada a través de la sociedad cotizada chilena Enel Americas, ha vendido la totalidad de sus participaciones accionariales en las sociedades de generación eléctrica Enel Generación Perú y Compañía Energética Veracruz a Niagara Energy. Esta venta, prevista en el Plan Estratégico 2024-2026, está en línea con el objetivo de garantizar al Grupo una estructura financiera sólida y sostenible y de aumentar la cuota de capital invertido en las áreas geográficas donde el Grupo ha centrado su Plan Estratégico.
En línea con la Visión 2040, en noviembre de 2024 Enel Green Power presentó el Plan Estratégico 2025-2027, destinando aproximadamente 12.000 millones de euros a las energías renovables, aumentando la capacidad en alrededor de 12 GW. El mix tecnológico prevé más del 70% de energía eólica terrestre y tecnologías programables, alcanzando unos 76 GW de capacidad total para 2027.

## Presencia Internacional

### Europa
Más de la mitad de las 1300 instalaciones de Enel Green Power se encuentran en Italia. El mix de producción comprende energía geotérmica, hidroeléctrica, eólica, solar y biomasa.
Enel Green Power es además, líder geotérmico con 36 instalaciones situadas en Toscana, con una capacidad de 776,2 MW, que abastecen con una producción anual alrededor de 6 mil millones de kWh. La empresa es una referencia mundial en esta tecnología, con presencia en la zona de Larderello, en Toscana, desde principios del siglo XX.
La energía eólica ha sido la fuente que en la última década ha tenido el mayor crecimiento en Italia y en el mundo y que se prevé continuará desarrollándose, también con la contribución significativa de Enel Green Power.
Enel Green Power está presente en España con unas 300 plantas de energía hidroeléctrica, eólica, solar y de biomasa. 
Esta presencia es el resultado de la integración de las energías renovables de Enel y Endesa, así como de la construcción y puesta en marcha de nuevas plantas, como el parque solar de Totana y el parque eólico de Sierra Costera, que se han conectado a la red a finales de 2019 y constituyen un verdadero éxito en términos de innovación. En febrero de 2025, a través de su filial Endesa Generación, Enel completó la adquisición de Corporación Acciona Hidráulica, una empresa del Grupo Acciona, compuesta por 34 centrales hidroeléctricas ubicadas en el noreste de España, con una capacidad instalada total de 626 MW.
Enel Green Power está presente en Grecia con unas 60 plantas. Compuesta por 7 parques eólicos, la central eólica de Kafireas se ha conectado a la red a finales de 2019 y representa un hito en la transición energética de Grecia.
En diciembre de 2023, Enel Green Power anunció la venta del 50% de Enel Green Power Hellas a Macquarie Asset Management. Tras el cierre de la transacción, las dos empresas celebraron un acuerdo de accionistas que prevé el control conjunto de Enel Green Power Hellas para gestionar conjuntamente la cartera de generación renovable existente de la empresa y continuar desarrollando su cartera de proyectos.

### Latinoamérica
En Latinoamérica, Enel Green Power opera en México, Panamá, Guatemala, Costa Rica, Argentina, Brasil, Chile y Colombia, donde está presente con todas las principales tecnologías de generación renovable, incluyendo eólica, solar, hidroeléctrica y geotérmica.
En los últimos años la compañía ha crecido considerablemente en la región, donde juega un papel importante en el camino hacia la transición energética: además del desarrollo y mantenimiento de las plantas de energía renovable, desarrolla proyectos innovadores para la producción de energía, centrando su atención en la sostenibilidad y la protección de la biodiversidad.

### Norteamérica
Enel Green Power está presente en Norteamérica con plantas en funcionamiento y en construcción en Estados Unidos (tecnología solar y eólica) y Canadá (tecnología eólica).
El 4 de enero de 2024, Enel Green Power anunció la finalización de la venta de un portafolio de aproximadamente 150 MW a ORMAT Technologies Inc., que incluye instalaciones geotérmicas y solares operativas en los Estados Unidos.

### África
Enel Green Power está presente en África con plantas en funcionamiento y en construcción en Sudáfrica (tecnología solar y eólica), Marruecos (tecnología eólica) y Zambia (tecnología solar).

### Asia
En 2015, Enel Green Power compró una participación mayoritaria en BLP Energy –empresa indiana especializada en energías renovables– por un total de unos 30 millones de euros. En Asia, Enel Green Power produce electricidad a partir de fuentes eólicas y solares. Actualmente, Enel Green Power es propietaria del 100% de BLP Energy.
En India, Enel Green Power tiene oficinas en Gurgaon y Bangalore y gestiona tres parques eólicos:
- Parque eólico “Vayu” en la región de Kutch en Guyarat;
- Parque eólico “Coral” en la región de Kutch en Guyarat;
- Parques eólicos “Amberi y Jath” en las regiones de Satara y Sangli en Maharashtra.

Además, se adjudicó dos licitaciones para el proyecto eólico “Tunga” en Karnataka y para el proyecto de energía solar fotovoltaica “Thar” en Rayastán.
Desde 2021, Enel Green Power también está presente en Vietnam con una serie de proyectos de energía renovable. La primera planta se pondrá en funcionamiento en 2024.

### Oceanía
Desde 2017, Enel Green Power está presente en Australia con 4 plantas solares ubicadas en Australia Meridional y Victoria, con una capacidad total de 310 MW, y un parque eólico de 75 MW en Australia Occidental. También está en fase de inicio una planta solar de 93 MW en Victoria. En septiembre de 2023, se vendió el 50% de su filial Enel Green Power Australia a INPEX, lo que resultó en una gestión conjunta de la propiedad.
En diciembre de 2024, se fundó Potentia Energy, una nueva entidad gestionada conjuntamente por EGP e INPEX, dedicada al desarrollo de proyectos de energías renovables, con más de 7 GW de iniciativas ya incluidas en su plan de desarrollo, que abarcan energía eólica, solar, sistemas de almacenamiento y proyectos híbridos.

### Cuadro resumen de la capacidad total en GW (*)
| Continente             | Energia solar | Energia eólica | Energia hidroeléctrica | Geotérmica | Biomasa | Storage | Total |
| ---------------------- | ------------- | -------------- | ---------------------- | ---------- | ------- | ------- | ----- |
| Europa                 | 3,1           | 4,14           | 18,39                  | 0,78       | 0,06    | 1,18    | 27,65 |
| América                | 10,13         | 13,58          | 9,95                   | 0,08       |         | 1,67    | 35,42 |
| África                 | 0,36          | 1,74           |                        |            |         |         | 2,10  |
| Oceanía                | 0,40          | 0,08           |                        |            |         |         | 0,48  |
| Asia                   | 0,42          | 0,34           |                        |            |         |         | 0,76  |
| Total Enel Green Power | 14,41         | 19,87          | 28,35                  | 0,86       | 0,06    | 2,85    | 66,40 |

(*) datos actualizados al 31 de marzo de 2025

## Gobernancia
CEOs
- Francesco Starace (17 de septiembre de 2008 - 29 de mayo de 2014)[41]
- Francesco Venturini (30 de mayo de 2014 - 27 de abril de 2017)[42]
- Antonio Cammisecra (28 de abril de 2017 - 30 de septiembre de 2020)[43]
- Salvatore Bernabei (a partir del 1 de octubre de 2020)[44]

## Power Purchase Agreements (PPA)
El negocio principal de Enel Green Power consiste en la venta de energía renovable generada por sus plantas a clientes comerciales e industriales. Para crear asociaciones a largo plazo con compañías de todo el mundo, Enel Green Power utiliza los Power Purchase Agreement (PPA): acuerdos de suministro de energía a largo plazo a través de los cuales EGP desarrolla proyectos personalizados para cada compañía a costos competitivos. Cada contrato se describe junto con el cliente de manera que responda a sus necesidades y al mismo tiempo cumpla con la legislación vigente. 
A través de PPA, Enel Green Power pudo crear soluciones específicas para grandes empresas como Facebook, Kohler, Google y Adobe que han hecho de la sostenibilidad un importante motor en términos de ventas y creación de valor.